# Дег-е Магді
Дег-е Магді (перс. ده مهدي) — село в Ірані, у дегестані Гендудур, у бахші Сарбанд, шагрестані Шазанд остану Марказі. За даними перепису 2006 року, його населення становило 199 осіб, що проживали у складі 44 сімей.

## Клімат
Середня річна температура становить 10,72 °C, середня максимальна – 30,28 °C, а середня мінімальна – -12,40 °C. Середня річна кількість опадів – 286 мм.
| Клімат поселення                              | Клімат поселення | Клімат поселення | Клімат поселення | Клімат поселення | Клімат поселення | Клімат поселення | Клімат поселення | Клімат поселення | Клімат поселення | Клімат поселення | Клімат поселення | Клімат поселення | Клімат поселення |
| Показник                                      | Січ.             | Лют.             | Бер.             | Квіт.            | Трав.            | Черв.            | Лип.             | Серп.            | Вер.             | Жовт.            | Лист.            | Груд.            |                  |
| Середній максимум, °C                         | 5,18             | 7,52             | 11,57            | 18,27            | 23,52            | 28,46            | 30,10            | 30,28            | 25,23            | 18,92            | 12,13            | 6,74             |                  |
| Середня температура, °C                       | −3,6             | −1,26            | 2,80             | 9,48             | 14,73            | 19,67            | 24,02            | 24,18            | 19,13            | 12,82            | 6,05             | 0,65             |                  |
| Середній мінімум, °C                          | −12,4            | −10,06           | −5,99            | 0,70             | 5,94             | 10,89            | 17,93            | 18,11            | 13,04            | 6,74             | −0,04            | −5,43            |                  |
| Норма опадів, мм                              | 45               | 40               | 52               | 38               | 32               | 6                | 1                | 1                | 0                | 5                | 26               | 40               |                  |
| Середньомісячна швидкість вітру, м/с          | 1.37             | 2.39             | 2.76             | 2.82             | 2.56             | 2.40             | 2.43             | 2.21             | 2.26             | 1.88             | 1.94             | 1.29             |                  |
| Середньомісячна сонячна радіація, кДж/м²·день | 9471             | 12585            | 15242            | 18473            | 22459            | 27057            | 26027            | 24272            | 21428            | 16089            | 11229            | 9220             |                  |
| --------------------------------------------- | ---------------- | ---------------- | ---------------- | ---------------- | ---------------- | ---------------- | ---------------- | ---------------- | ---------------- | ---------------- | ---------------- | ---------------- | ---------------- |
| Джерело:                                      |                  |                  |                  |                  |                  |                  |                  |                  |                  |                  |                  |                  |                  |